# Sandvad
Sandvad är en småort i Våxtorps socken i Laholms kommun, Hallands län, belägen strax öster om Ränneslöv.